# Echosystem
Echosystem – album muzyczny grupy Hey, wydany 21 listopada 2005 przez wytwórnię Sony BMG Music Entertainment Poland. Pełny tytuł brzmi: Theory & General Theses of the Concept of Echosystem.
Album uzyskał status platynowej płyty i został nagrodzony „Fryderykiem” za najlepszą płytę rock za 2005 rok.

## Lista utworów
| Nr  | Tytuł utworu               | Słowa              | Muzyka                                 | Długość |
| --- | -------------------------- | ------------------ | -------------------------------------- | ------- |
| 1.  | „To tu”                    | Katarzyna Nosowska | Katarzyna Nosowska, Paweł Krawczyk     | 4:00    |
| 2.  | „Luli Lali”                | Katarzyna Nosowska | Katarzyna Nosowska, Marcin Żabiełowicz | 3:05    |
| 3.  | „Leżę tu, leżeć chcę”      | Katarzyna Nosowska | Katarzyna Nosowska                     | 3:28    |
| 4.  | „Byłabym”                  | Katarzyna Nosowska | Paweł Krawczyk                         | 4:07    |
| 5.  | „W imieniu dam”            | Katarzyna Nosowska | Katarzyna Nosowska, Paweł Krawczyk     | 4:08    |
| 6.  | „A ty?”                    | Katarzyna Nosowska | Katarzyna Nosowska, Paweł Krawczyk     | 3:21    |
| 7.  | „Mimo wszystko”            | Katarzyna Nosowska | Paweł Krawczyk                         | 4:16    |
| 8.  | „Całą noc”                 | Katarzyna Nosowska | Katarzyna Nosowska, Paweł Krawczyk     | 3:20    |
| 9.  | „SOS”                      | Katarzyna Nosowska | Katarzyna Nosowska, Paweł Krawczyk     | 3:09    |
| 10. | „Mówię”                    | Katarzyna Nosowska | Paweł Krawczyk                         | 3:25    |
| 11. | „Ty, ty, ty”               | Katarzyna Nosowska | Katarzyna Nosowska, Jacek Chrzanowski  | 3:00    |
| 12. | „Na wieczność”             | Katarzyna Nosowska | Paweł Krawczyk                         | 4:30    |
| 13. | „Nie wierzę (Jackowi Cz.)” | Katarzyna Nosowska | Marcin Żabiełowicz                     | 3:47    |
|     |                            |                    |                                        | 47:36   |

## Twórcy
- Katarzyna Nosowska – śpiew
- Marcin Żabiełowicz – gitary
- Paweł Krawczyk – gitary, instrumenty klawiszowe, programowanie, śpiew
- Jacek Chrzanowski – gitara basowa
- Robert Ligiewicz – perkusja
- Leszek Kamiński – gościnnie instrumenty klawiszowe (12)
- Marcin Macuk – gościnnie gitara basowa (3)
- Andrzej Smolik – gościnnie harmonijka ustna (7)

## Sprzedaż
| Lista | Kraj   | Pozycja |
| ----- | ------ | ------- |
| OLiS  | Polska | 2       |